# (11598) Kubík
11598 Kubik (1995 OJ) – planetoida z pasa głównego asteroid okrążająca Słońce w ciągu 3,59 lat w średniej odległości 2,34 j.a. Odkryta 22 lipca 1995 roku.